# Carlo Maria Orlandi
Carlo Maria Orlandi (* 1. Juni 1820 in Città della Pieve, Umbrien; † 15. Dezember 1895 in Rom) war ein italienischer Priester und zwischen 1889 und 1890 als Generalvikar Leiter der Pallottiner.
1843 wurde er zum Priester geweiht und wurde in Campo Verano begraben.